# Чемпионат Европы по хоккею на траве среди женщин 2019
Чемпионат Европы по хоккею на траве среди женщин 2019 — 14-й розыгрыш чемпионата Европы по хоккею на траве среди женских сборных команд. Турнир прошёл с 16 по 25 августа 2019 года на стадионе в городе Антверпен (Бельгия) и стал квалификационным соревнованием к летним Олимпийским играм 2020 года. Победу в 10-й раз в своей истории одержала команда Нидерландов.

## Общая информация
| Дата                 | Страна                                                   | Турнир                | Место | Квалифицированные команды                   |
| -------------------- | -------------------------------------------------------- | --------------------- | ----- | ------------------------------------------- |
| 15 июня 2016         | Хозяйка                                                  | Хозяйка               | 1     | Бельгия                                     |
| 18 - 26 Августа 2017 | Чемпионат Европы по хоккею на траве среди женщин 2017    | Амстердам, Нидерланды | 5     | Нидерланды Англия Германия Испания Ирландия |
| 6 - 12 Августа 2017  | Чемпионат Европы по хоккею на траве среди женщин 2017 II | Кардифф, Уэльс        | 2     | Беларусь Россия                             |
| Total                | Total                                                    | Total                 | 8     |                                             |

## Результаты игр

### Групповой этап

#### Группа A
| Команда    | И | В | Н | П | ГЗ | ГП | +/- | Очки |
| ---------- | - | - | - | - | -- | -- | --- | ---- |
| Испания    | 3 | 2 | 1 | 0 | 3  | 1  | +2  | 7    |
| Нидерланды | 3 | 1 | 2 | 0 | 16 | 2  | +14 | 5    |
| Бельгия    | 3 | 1 | 1 | 1 | 5  | 3  | +2  | 4    |
| Россия     | 3 | 0 | 0 | 3 | 1  | 19 | -18 | 0    |

| 17 августа 2019    | \| Испания \| 1–0 Отчёт \| Россия \| \| Белен Иглесиас 58' \| Голы \| \| | Антверпен · Судья: Анна Харрисон Англия · Селин Мартин-Шмет Бельгия |
| Испания            | 1–0 Отчёт                                                                | Россия                                                              |
| Белен Иглесиас 58' | Голы                                                                     |                                                                     |

_____________________________________________________________________________________________________________________________________________________
| 17 августа 2019    | \| Нидерланды \| 1–1 Отчёт \| Бельгия \| \| Фредерика Матла 8' \| Голы \| Мишель Струйк 45' \| | Антверпен · Судья: Ивона Макар Хорватия · Алисон Кёг Ирландия |
| Нидерланды         | 1–1 Отчёт                                                                                      | Бельгия                                                       |
| Фредерика Матла 8' | Голы                                                                                           | Мишель Струйк 45'                                             |

_____________________________________________________________________________________________________________________________________________________
| 19 августа 2019       | \| Испания \| 1–1 Отчёт \| Нидерланды \| \| Бегона Гарсия Грау 6' \| Голы \| Кайя Ван Масаккер 5' \| | Антверпен · Судья: Мишель Майстер Германия · Анна Харрисон Англия |
| Испания               | 1–1 Отчёт                                                                                            | Нидерланды                                                        |
| Бегона Гарсия Грау 6' | Голы                                                                                                 | Кайя Ван Масаккер 5'                                              |

_____________________________________________________________________________________________________________________________________________________
| 19 августа 2019                                                       | \| Бельгия \| 4–1 Отчёт \| Россия \| \| Луиз Версавел 8', 48' · Анна-Софи Вайнс 13' · Стефани Ванден Борр 14' \| Голы \| Богдана Садовая 24' \| | Антверпен · Судья: Вилма Багданскине Литва · Сара Уилсон Шотландия |
| Бельгия                                                               | 4–1 Отчёт | Россия                                                             |
| Луиз Версавел 8', 48' · Анна-Софи Вайнс 13' · Стефани Ванден Борр 14' | Голы | Богдана Садовая 24'                                                |

__________________________________________________________________________________________________________________________________________________
| 21 августа 2019 | \| Нидерланды \| 14–0 Отчёт \| Россия \| \| Эва Де Гуде 1', 17' · Лаурен Стам 15' · Кайя Ван Масаккер 19', 37' · Марло Кетельс 24' · Марин Вин 37', 54' · Келли Йонкер 43', 52' · Лидевей Велтен 47', 49' · Маргот Ван Геффен 51' · Фредерика Матла 58' \| Голы \| \| | Антверпен · Судья: Кэти Урайт Уэльс · Алисон Кёг Ирландия |
| Нидерланды | 14–0 Отчёт | Россия                                                    |
| Эва Де Гуде 1', 17' · Лаурен Стам 15' · Кайя Ван Масаккер 19', 37' · Марло Кетельс 24' · Марин Вин 37', 54' · Келли Йонкер 43', 52' · Лидевей Велтен 47', 49' · Маргот Ван Геффен 51' · Фредерика Матла 58' | Голы |                                                           |

_________________________________________________________________________________________________________________________________________________
| 21 августа 2019 | \| Бельгия \| 0–1 Отчёт \| Испания \| \| \| Голы \| Шарлота Печаме 34' \| | Антверпен · Судья: Мишель Майстер Германия · Сара Уилсон Шотландия |
| Бельгия         | 0–1 Отчёт                                                                 | Испания                                                            |
|                 | Голы                                                                      | Шарлота Печаме 34'                                                 |

__________________________________________________________________________________________________________________________________________________

#### Группа B
| Команда  | И | В | Н | П | ГЗ | ГП | +/- | Очки |
| -------- | - | - | - | - | -- | -- | --- | ---- |
| Англия   | 3 | 2 | 1 | 0 | 7  | 5  | +2  | 7    |
| Германия | 3 | 1 | 2 | 0 | 15 | 2  | +13 | 5    |
| Ирландия | 3 | 1 | 1 | 1 | 13 | 3  | +10 | 4    |
| Беларусь | 3 | 0 | 0 | 3 | 3  | 28 | -25 | 0    |

| 18 августа 2019 | \| Германия \| 13–0 Отчёт \| Беларусь \| \| Ник Лоренц 15', 47' · Пиа Мертенс 16', 26' · Ребекка Грот 20', 23', 37', 42' · Сесиль Пипер 40' · Лена Михел 43' · Селин Оруц 44' · Анна Шрёдер 46', 55' \| Голы \| \| | Антверпен · Судья: Ана Фаяс Португалия · Вилма Багданскине Литва |
| Германия | 13–0 Отчёт | Беларусь                                                         |
| Ник Лоренц 15', 47' · Пиа Мертенс 16', 26' · Ребекка Грот 20', 23', 37', 42' · Сесиль Пипер 40' · Лена Михел 43' · Селин Оруц 44' · Анна Шрёдер 46', 55' | Голы |                                                                  |

_____________________________________________________________________________________________________________________________________________________
| 18 августа 2019                    | \| Англия \| 2–1 Отчёт \| Ирландия \| \| Сюзи Петти 15' · Джизель Энсли 28' \| Голы \| Бэт Барр 43' \| | Антверпен · Судья: Клэр Друитц Нидерланды · Кэти Врайт Уэльс |
| Англия                             | 2–1 Отчёт                                                                                              | Ирландия                                                     |
| Сюзи Петти 15' · Джизель Энсли 28' | Голы                                                                                                   | Бэт Барр 43'                                                 |

_____________________________________________________________________________________________________________________________________________________
| 19 августа 2019 | \| Германия \| 1–1 Отчёт \| Англия \| \| Анна Габлак 46' \| Голы \| Лили Оусли 24' \| | Антверпен · Судья: Лорен Дельфорге Бельгия · Клэр Друитц Нидерланды |
| Германия        | 1–1 Отчёт                                                                             | Англия                                                              |
| Анна Габлак 46' | Голы                                                                                  | Лили Оусли 24'                                                      |

_____________________________________________________________________________________________________________________________________________________
| 19 августа 2019 | \| Ирландия \| 11–0 Отчёт \| Беларусь \| \| Роисин Уптон 4', 34', 39', 57' · Анна О'Фланаган 13', 47' · Зое Уилсон 31', 41' · Никола Эванс 38', 42' · Дейрдре Дак 55' \| Голы \| \| | Антверпен · Судья: Ивона Макар Хорватия · Селин Мартин-Шмет Бельгия |
| Ирландия | 11–0 Отчёт | Беларусь                                                            |
| Роисин Уптон 4', 34', 39', 57' · Анна О'Фланаган 13', 47' · Зое Уилсон 31', 41' · Никола Эванс 38', 42' · Дейрдре Дак 55' | Голы |                                                                     |

__________________________________________________________________________________________________________________________________________________
| 21 августа 2019                                                          | \| Англия \| 4–3 Отчёт \| Беларусь \| \| Лили Оусли 9' · Изабелла Петер 15' · Лора Ансуорт 22' · Ханна Мартин 56' \| Голы \| Карина Сыдыкова 16' · Анастасия Сыроежка 22' · Наталья Штайн 53' \| | Антверпен · Судья: Клэр Друитц Нидерланды · Ана Фаяс Португалия  |
| Англия                                                                   | 4–3 Отчёт | Беларусь                                                         |
| Лили Оусли 9' · Изабелла Петер 15' · Лора Ансуорт 22' · Ханна Мартин 56' | Голы | Карина Сыдыкова 16' · Анастасия Сыроежка 22' · Наталья Штайн 53' |

_________________________________________________________________________________________________________________________________________________
| 21 августа 2019  | \| Ирландия \| 1–1 Отчёт \| Германия \| \| Сара Хаукшоу 15' \| Голы \| Пиа Мертенс 8' \| | Антверпен · Судья: Лорен Дельфорге Бельгия · Ханна Харрисон Англия |
| Ирландия         | 1–1 Отчёт                                                                                | Германия                                                           |
| Сара Хаукшоу 15' | Голы                                                                                     | Пиа Мертенс 8'                                                     |

__________________________________________________________________________________________________________________________________________________

### Группа C (за 5-е место)
Команды, занявшие в играх в группах «А» и «В» 3-е и 4-е место, будут играть на втором этапе за окончательное распределение мест с 5-го по 8-е. Команды, занявшие по результатам этих игр 7-е и 8-е места, отправлялись в 2019 году в более низший дивизион европейского розыгрыша, EuroHockey Nations Trophy. Если команды играли между собой в группах «А» или «В», то дополнительные игры между ними не проводились, а результаты этих игр автоматически учитывались в таблице для группы «С».
| Команда  | И | В | Н | П | ГЗ | ГП | +/- | Очки |
| -------- | - | - | - | - | -- | -- | --- | ---- |
| Ирландия | 3 | 3 | 0 | 0 | 16 | 3  | +13 | 9    |
| Бельгия  | 1 | 2 | 0 | 1 | 8  | 4  | +4  | 6    |
| Россия   | 3 | 1 | 0 | 2 | 8  | 7  | +1  | 3    |
| Беларусь | 3 | 0 | 0 | 3 | 1  | 19 | -18 | 0    |

| 23 августа 2019                                                                             | \| Россия \| 5–0 Отчёт \| Беларусь \| \| Богдана Садовая 24', 28' · Ксения Королёва 39' · Кристина Шумилина 50' · Юлия Чеплыгина 52' \| Голы \| \| | Антверпен · Судья: Кэти Урайт Уэльс · Алисон Кёг Ирландия |
| Россия                                                                                      | 5–0 Отчёт | Беларусь                                                  |
| Богдана Садовая 24', 28' · Ксения Королёва 39' · Кристина Шумилина 50' · Юлия Чеплыгина 52' | Голы |                                                           |

_____________________________________________________________________________________________________________________________________________________
| 23 августа 2019 | \| Бельгия \| 1–2 Отчёт \| Ирландия \| | Антверпен · Судья: Ивона Макар Хорватия · Клэр Друитц Нидерланды |
| Бельгия         | 1–2 Отчёт                              | Ирландия                                                         |

__________________________________________________________________________________________________________________________________________________
| 25 августа 2019                                       | \| Ирландия \| 3–2 Отчёт \| Россия \| \| Никола Эванс 32' · Сара Хоукшоу 50' · Кэти Маллан 58' \| Голы \| Богдана Садовая 23' · Александра Леонова 52' \| | Антверпен · Судья: Ана Фаяс Португалия · Селин Мартин-Шмет Бельгия |
| Ирландия                                              | 3–2 Отчёт | Россия                                                             |
| Никола Эванс 32' · Сара Хоукшоу 50' · Кэти Маллан 58' | Голы | Богдана Садовая 23' · Александра Леонова 52'                       |

_____________________________________________________________________________________________________________________________________________________
| 25 августа 2019 | \| Бельгия \| 3–1 Отчёт \| Беларусь \| | Антверпен · Судья: Мишель Майстер Германия · Вилма Багданскине Литва |
| Бельгия         | 3–1 Отчёт                              | Беларусь                                                             |

### Плей-офф
|  | Полуфинал  | Полуфинал  |                   |   | Финал | Финал |
|  |            |            |                   |   |       |       |
|  | 23 Августа |            |                   |   |       |       |
|  |            |            |                   |   |       |       |
|  | Испания    | 2          |                   |   |       |       |
|  | Испания    | 2          | 25 Августа        |   |       |       |
|  | Германия   | 3          |                   |   |       |       |
|  | Германия   | 3          | Германия          | 0 |       |       |
|  | 23 Августа |            | Германия          | 0 |       |       |
|  |            | Нидерланды | 2                 |   |       |       |
|  | Англия     | Нидерланды | 2                 | 0 |       |       |
|  | Англия     |            |                   | 0 |       |       |
|  | Нидерланды | 8          |                   |   |       |       |
|  | Нидерланды | 8          | Матч за 3-е место |   |       |       |
|  |            |            |                   |   |       |       |
|  | 25 Августа |            |                   |   |       |       |
|  |            |            |                   |   |       |       |
|  | Испания    | 1 (3)      |                   |   |       |       |
|  | Испания    | 1 (3)      |                   |   |       |       |
|  | Англия     | 1 (2)      |                   |   |       |       |

#### Полуфиналы
| 23 августа 2019 | \| Англия \| 0–8 Отчёт \| Нидерланды \| \| \| Голы \| Лоурин Льоринк 12', 55' · Лидевей Велтен 20', 51' · Кайя Ван Масаккер 28', 50' · Марло Кетельс 35' · Ксан де Ваард 43' \| | Антверпен · Судья: Мишель Майстер Германия · Сара Уилсон Шотландия                                                     |
| Англия          | 0–8 Отчёт | Нидерланды |
|                 | Голы | Лоурин Льоринк 12', 55' · Лидевей Велтен 20', 51' · Кайя Ван Масаккер 28', 50' · Марло Кетельс 35' · Ксан де Ваард 43' |

_____________________________________________________________________________________________________________________________________________________
| 23 августа 2019                         | \| Испания \| 2–3 Отчёт \| Германия \| \| Мария Лопес Гарсия 14' · Марта Сегу 52' \| Голы \| Сесиль Пипер 22' · Ханна Габлас 33' · Ник Лоренц 60' \| | Антверпен · Судья: Лорен Дельфорге Бельгия · Ханна Харрисон Англия |
| Испания                                 | 2–3 Отчёт | Германия                                                           |
| Мария Лопес Гарсия 14' · Марта Сегу 52' | Голы | Сесиль Пипер 22' · Ханна Габлас 33' · Ник Лоренц 60'               |

#### Матч за 3-е место
| 25 августа 2019 | \| Испания \| 1–1 пен. 3:2 Отчёт \| Англия \| \| Мария Тост 36' \| Голы \| Анна Мартин 10' \| | Антверпен · Судья: Ивона Макар Хорватия · Алисон Кёг Ирландия |
| Испания         | 1–1 пен. 3:2 Отчёт                                                                            | Англия                                                        |
| Мария Тост 36'  | Голы                                                                                          | Анна Мартин 10'                                               |

#### Финал
| 25 августа 2019 | \| Германия \| 0–2 Отчёт \| Нидерланды \| \| \| Голы \| Келли Йонкер 12' · Лидевей Велтен 60' \| | Антверпен · Судья: Сара Уилсон Шотландия · Лорен Дельфорге Бельгия |
| Германия        | 0–2 Отчёт                                                                                        | Нидерланды                                                         |
|                 | Голы                                                                                             | Келли Йонкер 12' · Лидевей Велтен 60'                              |

## Итоговая таблица
| Место | Сборная    |
| ----- | ---------- |
| 1     | Нидерланды |
| 2     | Германия   |
| 3     | Испания    |
| 4     | Англия     |
| 5     | Ирландия   |
| 6     | Бельгия    |
| 7     | Россия     |
| 8     | Беларусь   |